# Јерисос
Јерисос (грч. Ιερισσός) градић је у Грчкој, на полуострву Халкидики. Јерисос је седиште општине Аристотел, која припада округу Халкидики у оквиру периферије Средишња Македонија.
Јерисос је најпознатији као најближе градско насеље Светој гори. Данас је Јерисос познато летовалиште на Халкидикију. Овде летује сваке године и значајан број туриста из Србије.

## Положај
Јерисос се налази на источној обали Халкидикија, у Орфанском заливу, делу Егејског мора. Окружење града је брдско и каменито. Јужно од града почиње Света гора.

## Становништво
| 2001. | 2021. |
| ----- | ----- |
| 3.046 | 3.124 |

По последњем попису из 2001. године. Јерисос је имала 3.046 ст., а цела бивша општина Стагира-Акантос 8.781 становника.